# قائمة أعضاء مجلس النواب العراقي - الدورة السادسة عشر
قائمة أعضاء مجلس النواب العراقي للدورة السادسة عشر. بدأت الدورة في 10 أيار من عام 1958 وانتهت في 14 تموز من العام نفسه، نتيجة لانقلاب 14 تموز، وبذلك تعد الدورة الأخيرة من دورات المجلس النيابي ولم يستأنف المجلس إلا عام 1980 بشكل صوري.

## لواء بغداد
| التسلسل | الاسم                 | ملاحظات                        |
| ------- | --------------------- | ------------------------------ |
| 1       | عبد الكريم كنه        | نائب في الدورات الأربع السابقة |
| 2       | حسام الدين جمعة       | نائب في الدورة السابقة         |
| 3       | جميل عبد الوهاب       | نائب في الدورتين السابقتين     |
| 4       | حسن جواد              |                                |
| 5       | برهان الدين الكيلاني  |                                |
| 6       | صادق البصام           | نائب في الدورات الثلاث السابقة |
| 7       | ضياء جعفر             | نائب في الدورات الثلاث السابقة |
| 8       | عبد المحسن الدوري     | نائب في الدورة السابقة         |
| 9       | عارف السويدي          |                                |
| 10      | عبد الكريم الأزري     | نائب في الدورتين السابقتين     |
| 11      | نديم الباجه جي        | نائب في الدورتين السابقتين     |
| 12      | إسماعيل غانم          | نائب في الدورات الأربع السابقة |
| 13      | عبد المجيد القصاب     |                                |
| 14      | عبد الأمير السعدي     |                                |
| 15      | رشدي الجلبي           | نائب في الدورات الأربع السابقة |
| 16      | عبد الرسول الخالصي    | نائب في الدورات الثلاث السابقة |
| 17      | باقر سركشك            |                                |
| 18      | عبد الله القصاب       |                                |
| 19      | خميس الضاري           | نائب في الدورة السابقة         |
| 20      | غازي العلي            | نائب في الدورات الخمس السابقة  |
| 21      | عبد الرزاق الدهان     |                                |
| 22      | علاء الدين الوسواسي   |                                |
| 23      | رزوق غنام             | نائب في الدورة السابقة         |
| 24      | لطيف حكيم             |                                |
| 25      | عزت مراد الشيخ        | نائب في الدورات الثلاث السابقة |
| 26      | الشيخ ضاري علي الفياض |                                |

## لواء كربلاء
| التسلسل | الاسم             | ملاحظات                    |
| ------- | ----------------- | -------------------------- |
| 1       | متعب محروت الهذال |                            |
| 2       | كاظم أحمد         | نائب في الدورتين السابقتين |
| 3       | عطية السيد سلمان  | نائب في الدورة السابقة     |
| 4       | محمد مهدي الوهاب  | نائب في الدورة السابقة     |
| 5       | محمد جواد الخطيب  | نائب في الدورة السابقة     |
| 6       | عبد الحسين كمونة  | نائب في الدورتين السابقتين |

## لواء الحلة
| التسلسل | الاسم              | ملاحظات                        |
| ------- | ------------------ | ------------------------------ |
| 1       | عبد الوهاب مرجان   | نائب في الدورات الأربع السابقة |
| 2       | حسن المطيري        | نائب في الدورات الثلاث السابقة |
| 3       | حمدان عداي الجريان |                                |
| 4       | عبود اللهيمص       | نائب في الدورات الثلاث السابقة |
| 5       | عبد الرحمن جودت    | نائب في الدورات الثلاث السابقة |
| 6       | غانم الشمران       | نائب في الدورات الأربع السابقة |
| 7       | عبد المنعم الرشيد  | نائب في الدورات الخمس السابقة  |
| 8       | أنور الجوهر        |                                |
| 9       | مخيف الكتاب        | نائب في الدورات الأربع السابقة |
| 10      | عبد الهادي الصالح  | نائب في الدورات الثلاث السابقة |

## لواء الديوانية
| التسلسل | الاسم              | ملاحظات                        |
| ------- | ------------------ | ------------------------------ |
| 1       | سودة الحسون        | نائب في الدورات الثلاث السابقة |
| 2       | علي الشعلان        | نائب في الدورات الثلاث السابقة |
| 3       | محيي حمندي         |                                |
| 4       | عزارة المعجون      |                                |
| 5       | شنشول حسن آغا      |                                |
| 6       | عبد الكاظم مرزوق   | نائب في الدورة السابقة         |
| 7       | عبد الكاظم العطية  | نائب في الدورة السابقة         |
| 8       | عبد العباس المزهر  | نائب في الدورات الست السابقة   |
| 9       | عبد الأمير الشعلان | نائب في الدورات الثلاث السابقة |
| 10      | أركان العبادي      | نائب في الدورات الخمس السابقة  |
| 11      | عبد المهدي الياسري | نائب في الدورة السابقة         |
| 12      | كامل الغثيث        |                                |
| 13      | موجد الشعلان       | نائب في الدورات الثلاث السابقة |

## لواء المنتفق
| التسلسل | الاسم                          | ملاحظات                        |
| ------- | ------------------------------ | ------------------------------ |
| 1       | رفيق عيسى                      |                                |
| 2       | عبد المجيد الخير الله          |                                |
| 3       | محمد جواد حيدر                 | نائب في الدورات الأربع السابقة |
| 4       | فرهود الفندي                   | نائب في الدورة السابقة         |
| 5       | صكبان العلي                    | نائب في الدورات السبع السابقة  |
| 6       | عبد المجيد محمود               | نائب في الدورتين السابقتين     |
| 7       | ثعبان سالم الخيون( ١٩١٤ــ٢٠٠١) |                                |
| 8       | حسن الخيون                     |                                |
| 9       | فيصل المناع                    |                                |
| 10      | سعدون المشلب                   | نائب في الدورات الثلاث السابقة |
| 11      | محمد المنشد                    | نائب في الدورات الثلاث السابقة |
| 12      | ثامر السعدون                   | نائب في الدورات السبع السابقة  |

## لواء البصرة
| التسلسل | الاسم              | ملاحظات                        |
| ------- | ------------------ | ------------------------------ |
| 1       | برهان باش أعيان    | نائب في الدورتين السابقتين     |
| 2       | عبد الهادي البجاري | نائب في الدورات الثلاث السابقة |
| 3       | عبد اللطيف جعفر    | نائب في الدورتين السابقتين     |
| 4       | حسين الفايز        | نائب في الدورة السابقة         |
| 5       | إبراهيم العقل      |                                |
| 6       | أحمد حامد النقيب   | نائب في الدورات الأربع السابقة |
| 7       | فوزي الخضيري       | نائب في الدورات الثلاث السابقة |
| 8       | حميد الحمود        | نائب في الدورات السبع السابقة  |
| 9       | أحمد العامر        | نائب في الدورات الأربع السابقة |
| 10      | كامل الملاك        |                                |
| 11      | أدور جورجي         | نائب في الدورتين السابقتين     |

## لواء العمارة
| التسلسل | الاسم             | ملاحظات                        |
| ------- | ----------------- | ------------------------------ |
| 1       | فرحان العرس       | نائب في الدورات الخمس السابقة  |
| 2       | فخري الطبقجلي     |                                |
| 3       | جاسم العوادي      |                                |
| 4       | زياد جعفر العسكري |                                |
| 5       | محمد العريبي      | نائب في الدورتين السابقتين     |
| 6       | مجيد الخليفة      | نائب في الدورات الخمس السابقة  |
| 7       | جثير المطلق       |                                |
| 8       | عبد الكريم الجوي  | نائب في الدورات الثلاث السابقة |

## لواء الكوت
| التسلسل | الاسم            | ملاحظات                      |
| ------- | ---------------- | ---------------------------- |
| 1       | عبد الأمير علاوي | نائب في الدورة السابقة       |
| 2       | يوسف الطواش      |                              |
| 3       | عمر الخضيري      |                              |
| 4       | مزهر السمرمد     | نائب في الدورة السابقة       |
| 5       | عبد الله الياسين | نائب في الدورات الست السابقة |

## لواء ديالى
| التسلسل | الاسم            | ملاحظات                        |
| ------- | ---------------- | ------------------------------ |
| 1       | جميل الأورفلي    | نائب في الدورات الخمس السابقة  |
| 2       | حبيب الخيزران    | نائب في الدورات الست السابقة   |
| 3       | نهاد الزهاوي     | نائب في الدورة السابقة         |
| 4       | راغب عبد الله    | نائب في الدورتين السابقتين     |
| 5       | محمد فخري الجميل |                                |
| 6       | عبد الحميد كاظم  |                                |
| 7       | عز الدين النقيب  | نائب في الدورات الثمان السابقة |

## لواء كركوك
| التسلسل | الاسم           | ملاحظات                        |
| ------- | --------------- | ------------------------------ |
| 1       | محمود بابان     | نائب في الدورات الثلاث السابقة |
| 2       | سليمان بیات     | نائب في الدورتين السابقتين     |
| 3       | نذیر قردار      |                                |
| 4       | كاكة حمه        |                                |
| 5       | داود الجاف      | نائب في الدورات السبع السابقة  |
| 6       | نجيب اليعقوبي   |                                |
| 7       | إبراهيم النفطجي | نائب في الدورة السابقة         |
| 8       | محمود فهمي      |                                |
| 9       | قسطنطين فتوحي   |                                |

## لواء السليمانية
| التسلسل | الاسم          | ملاحظات                        |
| ------- | -------------- | ------------------------------ |
| 1       | سعيد قزاز      | نائب في الدورة السابقة         |
| 2       | علي كمال       | نائب في الدورات الأربع السابقة |
| 3       | جلال الجاف     |                                |
| 4       | إبراهيم الحفيد |                                |
| 5       | حسن الجاف      | نائب في الدورة السابقة         |
| 6       | بايز بابكر     |                                |

## لواء أربيل
| التسلسل | الاسم          | ملاحظات                        |
| ------- | -------------- | ------------------------------ |
| 1       | عز الدين الملا | نائب في الدورات الخمس السابقة  |
| 2       | زيد أحمد عثمان |                                |
| 3       | ملا حويز حسن   | نائب في الدورة السابقة         |
| 4       | صديق ميران     | نائب في الدورات السبع السابقة  |
| 5       | خضر أحمد       | نائب في الدورة السابقة         |
| 6       | سامي فتاح      |                                |
| 7       | محمود خليفة    | نائب في الدورة السابقة         |
| 8       | علي الحاج أحمد | نائب في الدورات الثلاث السابقة |

## لواء الموصل
| التسلسل | الاسم                | ملاحظات                        |
| ------- | -------------------- | ------------------------------ |
| 1       | جمال المفتي          | نائب في الدورة السابقة         |
| 2       | محمد الجليلي         | نائب في الدورة السابقة         |
| 3       | سعدي علي             |                                |
| 4       | فيصل الدملوجي        | نائب في الدورة السابقة         |
| 5       | خضر خديدة            | نائب في الدورات الثلاث السابقة |
| 6       | محمود الزيباري       | نائب في الدورات الثلاث السابقة |
| 7       | خليل المفتي          |                                |
| 8       | إبراهيم الحمداني     | نائب في الدورتين السابقتين     |
| 9       | أحمد العجيل          | نائب في الدورة السابقة         |
| 10      | نور محمد البريفكاني  | نائب في الدورات الثلاث السابقة |
| 11      | مصلح الدين النقشبندي | نائب في الدورات الخمس السابقة  |
| 12      | عبد القادر العاني    |                                |
| 13      | ديدار شمدين آغا      |                                |
| 14      | محمد اليونس          |                                |
| 15      | متى سرسم             | نائب في الدورات الخمس السابقة  |
| 16      | توفيق السمعاني       | نائب في الدورات الثلاث السابقة |
| 17      | يوسف رسام            | نائب في الدورة السابقة         |
| 18      | مجبل الوكاع          | نائب في الدورات الخمس السابقة  |
| 19      | يحيى قاسم            |                                |

## لواء الدليم
| التسلسل | الاسم                   | ملاحظات                        |
| ------- | ----------------------- | ------------------------------ |
| 1       | محمد مشحن الحردان       | نائب في الدورتين السابقتين     |
| 2       | عبد الرازق علي السليمان | نائب في الدورات الثمان السابقة |
| 3       | عبد الجبار الراوي       |                                |
| 4       | عبد العزيز عريم         | نائب في الدورات الأربع السابقة |
| 5       | خليل كنه                | نائب في الدورات الخمس السابقة  |